# Ctenus kapuri
Ctenus kapuri är en spindelart som beskrevs av Benoy Krishna Tikader 1973. Ctenus kapuri ingår i släktet Ctenus och familjen Ctenidae.
Artens utbredningsområde är Andamanerna. Inga underarter finns listade i Catalogue of Life.